# Mesorregión del Oeste Paranaense
La mesorregión del Oeste Paranaense es una de las diez mesorregiones del estado brasileño del Paraná. Es formada por la unión de cincuenta municipios agrupados en tres microrregiones.

## Microrregiones
- Cascavel
- Foz do Iguaçu
- Toledo

- Datos: Q2198932